# Nasser David Khalili
Nasser David Khalili (persan : ناصر داوود خلیلی), né en 1945 à Ispahan, est un collectionneur iranien d'œuvres d'art basé à Londres. Il est issu d'une famille juive iranienne.[réf. nécessaire]
Il possède les nationalités britannique et américaine. Il détient et assemble des collections privées d’art islamique, japonais, espagnol, et suédois depuis près de trente ans. Sa collection d’Art islamique, l’une des plus grandes du monde, comporte plus de 20 000 pièces et objets d’art produits dans l’ensemble du monde musulman sur 1400 ans et parcourant tous les champs d’expressions artistiques liés à l’Islam. Elle est gérée par la fondation Noor, basée à Londres, sous les auspices du Khalili Familly Trust. De nombreuses expositions dans le monde présentent des objets issus de la collection et plusieurs ouvrages lui sont consacrés.